# Laguna San Rafael
La laguna San Rafael est un lac situé en Colombie, dans le département de Huila, à la limite du département de Cauca.

## Géographie
La laguna San Rafael s'étend sur 1,75 km2 dans l'ouest de la municipalité de La Plata, sur le flanc nord du volcan Puracé, dans la cordillère Centrale des Andes colombiennes. Elle est alimentée par les eaux de fonte des glaciers du volcan et se vide par le biais du río Quebradón, rivière appartement au bassin versant du río Magdalena.